# Vous permettez, monsieur?
Vous permettez, monsieur? is een single van de Belgische zanger van Italiaans/Siciliaanse afkomst Adamo. Het liedje stond 11 weken op #1 in de Tijd Voor Teenagers Top 10 en bleek aan het eind van 1964 in Nederland de bestverkochte single van het jaar te zijn. Er zijn van de single meer dan 200.000 exemplaren verkocht. Tevens stond het op de hoogste positie van de op punten gebaseerde jaarlijst.
In het lied vertelt de zanger dat een jongeman een meisje wil meenemen naar een feest, en dat hij - zoals het behoort - haar vader om toestemming vraagt. Hij belooft dat hij zich correct zal gedragen, zoals de vader ook deed voordat hij getrouwd was.
Het optreden van Adamo met dit lied in Voor de vuist weg met zijn veel jongere broer en zussen maakte grote indruk op de kijkers.

## Tracklist

### 7" Single
Pathé PGH 5006 [nl]
1. Vous permettez, monsieur?
2. Dans le vert de ses yeux

Electrola E 22 724 [de]
1. Vous permettez, monsieur?
2. Tombe la neige

La Voce Del Padrone 7 MQ 1889 [it]
1. Vous permettez, monsieur?
2. Non voglio nascondermi

### 7" EP
EGF 740
1. Vous permettez, monsieur? - 3:00
2. Ballade à la pluie - 3:10
3. Dans le vert de ses yeux - 3:00
4. Ma tête - 2:40

## Hitnoteringen

### Tijd Voor Teenagers Top 10
| Vous permettez, monsieur?  | Vous permettez, monsieur? | Vous permettez, monsieur? | Vous permettez, monsieur? | Vous permettez, monsieur? | Vous permettez, monsieur? | Vous permettez, monsieur? | Vous permettez, monsieur? | Vous permettez, monsieur? | Vous permettez, monsieur? | Vous permettez, monsieur? | Vous permettez, monsieur? | Vous permettez, monsieur? | Vous permettez, monsieur? | Vous permettez, monsieur? | Vous permettez, monsieur? | Vous permettez, monsieur? | Vous permettez, monsieur? | Vous permettez, monsieur? | Vous permettez, monsieur? | Vous permettez, monsieur? | Vous permettez, monsieur? | Vous permettez, monsieur? | Vous permettez, monsieur? | Vous permettez, monsieur? | Vous permettez, monsieur? | Vous permettez, monsieur? |
| Hitlijst                   | Datum van binnenkomst     | Week:                     | 1                         | 2                         | 3                         | 4                         | 5                         | 6                         | 7                         | 8                         | 9                         | 10                        | 11                        | 12                        | 13                        | 14                        | 15                        | 16                        | 17                        | 18                        | 19                        | 20                        | 21                        | 22                        | 23                        |                           |
| -------------------------- | ------------------------- | ------------------------- | ------------------------- | ------------------------- | ------------------------- | ------------------------- | ------------------------- | ------------------------- | ------------------------- | ------------------------- | ------------------------- | ------------------------- | ------------------------- | ------------------------- | ------------------------- | ------------------------- | ------------------------- | ------------------------- | ------------------------- | ------------------------- | ------------------------- | ------------------------- | ------------------------- | ------------------------- | ------------------------- | ------------------------- |
| Tijd Voor Teenagers Top 10 | 15-2-1964                 | Positie:                  | 10                        | 6                         | 3                         | 2                         | 2                         | 1                         | 1                         | 1                         | 1                         | 1                         | 1                         | 1                         | 1                         | 1                         | 1                         | 1                         | 2                         | 2                         | 4                         | 3                         | 4                         | 4                         | 5                         | uit                       |

### NPO Radio 2 Top 2000
| Nummer met noteringen in de NPO Radio 2 Top 2000 | '99 | '00 | '01 | '02 | '03 | '04 | '05 | '06 | '07 | '08 | '09 | '10 | '11 | '12  | '13  | '14  | '15  |
| ------------------------------------------------ | --- | --- | --- | --- | --- | --- | --- | --- | --- | --- | --- | --- | --- | ---- | ---- | ---- | ---- |
| Vous permettez, Monsieur?                        | 358 | 337 | 318 | 277 | 333 | 243 | 232 | 272 | 146 | 209 | 664 | 492 | 635 | 1243 | 1484 | 1646 | 1862 |

1. ↑  Een vetgedrukt getal geeft de hoogste notering aan.
2. ↑  Deze tabel is bijgewerkt tot en met de laatste editie (2024).

### NPO Radio 5 Evergreen Top 1000
| Evergreen Top 1000 "Vous permettez, monsieur?" | Evergreen Top 1000 "Vous permettez, monsieur?" | Evergreen Top 1000 "Vous permettez, monsieur?" | Evergreen Top 1000 "Vous permettez, monsieur?" | Evergreen Top 1000 "Vous permettez, monsieur?" | Evergreen Top 1000 "Vous permettez, monsieur?" | Evergreen Top 1000 "Vous permettez, monsieur?" | Evergreen Top 1000 "Vous permettez, monsieur?" | Evergreen Top 1000 "Vous permettez, monsieur?" | Evergreen Top 1000 "Vous permettez, monsieur?" | Evergreen Top 1000 "Vous permettez, monsieur?" | Evergreen Top 1000 "Vous permettez, monsieur?" | Evergreen Top 1000 "Vous permettez, monsieur?" | Evergreen Top 1000 "Vous permettez, monsieur?" | Evergreen Top 1000 "Vous permettez, monsieur?" | Evergreen Top 1000 "Vous permettez, monsieur?" | Evergreen Top 1000 "Vous permettez, monsieur?" |
| Jaar                                           | 2008                                           | 2009                                           | 2010                                           | 2011                                           | 2012                                           | 2013                                           | 2014                                           | 2015                                           | 2016                                           | 2017                                           | 2018                                           | 2019                                           | 2020                                           | 2021                                           | 2022                                           | 2023                                           |
| ---------------------------------------------- | ---------------------------------------------- | ---------------------------------------------- | ---------------------------------------------- | ---------------------------------------------- | ---------------------------------------------- | ---------------------------------------------- | ---------------------------------------------- | ---------------------------------------------- | ---------------------------------------------- | ---------------------------------------------- | ---------------------------------------------- | ---------------------------------------------- | ---------------------------------------------- | ---------------------------------------------- | ---------------------------------------------- | ---------------------------------------------- |
| Positie                                        | 39                                             | 4                                              | 12                                             | 12                                             | 17                                             | 17                                             | 21                                             | 42                                             | 38                                             | 63                                             | 204                                            | 124                                            | 130                                            | 207                                            | 189                                            | 234                                            |